# سوروس انطاکیه

سِوِروس بزرگ، ولیعهد سریانی‌ها

سِوِروس بزرگ انطاکیه (به انگلیسی: Severus the Great of Antioch، یونانی: Σεβῆρος، سریانی: ܣܘܝܪܝܘܣ ܕܐܢܛܝܘܟܝܐ، عربی: تاج السوریان، مشهور به سِوِروس غزه و ولیعهد سریانی‌ها) پاتریارک انطاکیه و رهبر سریان‌های کلیسای ارتدکس از سال ۵۱۲ میلادی تا زمان مرگش ۵۳۸ میلادی بود. او همچون قدیس توسط کلیسای ارتدکس شرقی تکریم می‌شد و روز جشن او ۸ فوریه است.